# Olympische Sommerspiele 1948/Teilnehmer (Singapur)
| Gelbes Symbol für Goldmedaillen mit stilisierten Olympischen Ringen | Graues Symbol für Silbermedaillen mit stilisierten Olympischen Ringen | Braundes Symbol für Bronzemedaillen mit stilisierten Olympischen Ringen |
| ------------------------------------------------------------------- | --------------------------------------------------------------------- | ----------------------------------------------------------------------- |
| —                                                                   | —                                                                     | —                                                                       |

Singapur nahm an den Olympischen Sommerspielen 1948 in London, England, mit einem Sportler teil. Der Leichtathlet Lloyd Valberg startete im Hochsprung. Es war die erste Teilnahme Singapurs bei Olympischen Spielen.

## Teilnehmer nach Sportarten

### Leichtathletik
- Lloyd Valberg
Hochsprung: 14. Platz (1,80 m)